# اچ‌ام‌ای‌اس لائه (پی ۹۳)
اچ‌ام‌ای‌اس لائه (پی ۹۳) (به انگلیسی: HMAS Lae (P 93)) یک کشتی بود که طول آن ۱۰۷٫۶ فوت (۳۲٫۸ متر) بود. این کشتی در سال ۱۹۶۷ ساخته شد.